# Soustava křivek

Apolónské kružnice, dvě ortogonální soustavy kružnic.

Soustava křivek je množina křivek, z nichž každá je daná funkcí nebo parametrizací, ve které je jeden nebo více proměnných parametrů. Parametry mohou obecně ovlivňovat tvar křivky i složitějším způsobem, než je jednoduchá lineární transformace. Také množina křivek zadaných implicitní relací může tvořit rodinu křivek.
Soustavy křivek se často vyskytují v řešení diferenciálních rovnic; když se zavádí aditivní integrační konstanta, obvykle se s ní manipuluje algebraicky, dokud nereprezentuje jednoduchou lineární transformaci.
Soustavy křivek se objevují i v jiných oblastech. Například všechny nedegenerované kuželosečky mohou být reprezentovány jedinou polární rovnicí s jedním parametrem, kterým je výstřednost křivky:
{\displaystyle r(\theta )={e \over 1+e\cos \theta }}
se změnou hodnoty e se vzhled křivky mění poměrně složitým způsobem.

## Aplikace
Soustavy křivek se objevují v různých odvětvích geometrie, například při studiu obalových křivek určité množiny křivek nebo jako kaustika dané křivky.

## Zobecnění
Zobecněním soustavy křivek v algebraické geometrii je pojem lineárního systému dělitelů.